# Mesjtjanskaja nr. 3
Mesjtjanskaja nr. 3 (russisk: Третья Мещанская) er en sovjetisk film fra 1927 af Abram Room.
Filmen foregår i de forholdsvis liberale NEP-år i Sovjetunionen. Maleren Vladimir kommer fra provinserne til Moskva og flytter midlertidigt ind hos sin soldaterkammarat Nikolaj på adressen Mesjtjanskaja 3. Nikolajs hustru Ljudmila er glad for Vladimir, som i modsætning til hendes mand er meget venlig overfor hende. Forholdet mellem de tre bliver sammenvævet. Efter nogen tid viser det sig, at Ljudmila er gravid, og det er ikke klart, hvem faren er. Til sidst forlader Ljudmila mændene i lejligheden, stiger på toget og forlader Moskva.

## Medvirkende
- Nikolaj Batalov som Kolja
- Ljudmila Semjonova som Ljuda
- Vladimir Fogel som Volodja
- Leonid Jurenjov
- Jelena Sokolova